# M3公路 (匈牙利)
M3公路（匈牙利語：M3-as autópálya）是匈牙利一條高速公路，連接首都布達佩斯以及瓦沙羅什瑙梅尼。全長281公里。
公路自1978年開始分階段通車，至2014年延伸至瓦沙羅什瑙梅尼。未來計劃延至烏克蘭邊境，屆時總長度將達307公里。公路是歐洲E71、E79、E573和E579公路的一部份。